# Припадок (рассказ)
Припа́док — рассказ Антона Павловича Чехова, написан им в 1888 году (рассказ был закончен 13 ноября).

## Публикации
Рассказ А. П. Чехова «Припадок» написан в 1888 году (рассказ закончен 13 ноября), впервые напечатан в 1889 году, в сборнике «Памяти В. М. Гаршина», СПб., 1889, стр. 295—319 (цензурное разрешение 29 ноября 1888 г.). Подпись: Антон Чехов.
В 1890 году рассказ вошёл в сборник «Хмурые люди». Позднее вошёл с поправками в собрание сочинений А. Чехова, издаваемое А. Ф. Марксом.
При жизни Чехова рассказ был переведен на немецкий, сербскохорватский и шведский языки.

## Предыстория
В марте 1888 года Россия была шокирована новостью о трагической гибели Всеволода Гаршина. Писатель, известный своей чувствительностью к социальной несправедливости и большим состраданием к страждущим, умер в больнице через пять дней после того, как бросился в лестничный пролёт с четвёртого этажа дома, в котором жил. Почти сразу две группы авторов начали собирать деньги на памятник Гаршину, а также готовить сборники, чтобы отдать дань памяти Гаршину. Одна группа была сосредоточена вокруг газеты «Новости» во главе с Казимиром Баранцевичем, другая — организована сотрудниками «Северного вестника» во главе с Алексеем Плещеевым.
29 марта Баранцевич в своём письме попросил Чехова внести свой вклад в сборник. «Что ни дадите — напечатанное или нет — пойдет всё», — написал он. На следующий день Чехов послал восторженный ответ, пообещав «непременно прислать что-нибудь для сборника» и отметив, что «подобные мысли, помимо их прямой цели, служат ещё связующим цементом для немногочисленной, но живущей вразброс и в одиночку пишущей братии. Чем больше сплочённости, взаимной поддержки, тем скорее мы научимся уважать и ценить друг друга».
30 марта Плещеев также попросил Чехова предоставить какую-либо работу для его сборника, отметив, что «такой же сборник затеяли сотрудники „Новостей“ с Баранцевичем и Лихачёвым во главе. Питаем надежду, что Вы не отдадите им предпочтения перед нами». Какое-то время оставалась надежда, что обе стороны объединят свои силы, но, когда разногласия стали очевидными, Чехов в другом письме к Плещееву выразил разочарование по поводу раскола. Тем не менее, он решил ответить на запрос последнего и проигнорировать сборник, редактируемый Баранцевичем, в отношении которого негативно отзывался Плещеев.
15 сентября Чехов написал Плещееву: «Не дать рассказа — не хочется», потому что таких людей, как Гаршин, «я люблю всей душой», но «у меня решительно нет тем, сколько-нибудь годных для сборника. <…> Впрочем, есть у меня ещё одна тема: молодой человек гаршинской закваски, недюжинный, честный и глубоко чуткий, попадает первый раз в жизни в дом терпимости. Так как о серьёзном нужно говорить серьёзно, то в рассказе этом все вещи будут названы настоящими их именами. Быть может, мне удастся написать его так, что он произведёт, как бы я хотел, гнетущее впечатление; быть может, он выйдет хорош и сгодится для сборника, но поручитесь ли Вы, милый, что цензура или сама редакция не выхватят из него то, что в нём я считаю за важное? <…> Если поручитесь, что ни одно слово не будет вычеркнуто, то я напишу рассказ в два вечера».
В ответ Плещеев пообещал, что «сборник будет бесцензурный», и редакция не изменит ни одного слова. 9 октября 1888 года Чехов сообщил Плещееву, что собирается начать писать на следующий день и закончит через неделю. Однако ему потребовался месяц, чтобы закончить рассказ. «Вы нас губите <…> Ради всего святого, поторопитесь», — умолял его Плещеев в письме от 2 ноября. «Рассказ <…> уже начат (1/4 сделана…) … Описываю Соболев пер<еулок> с домами терпимости, но осторожно, не ковыряя грязи и не употребляя сильных выражений», — заверил его Чехов 3 ноября. 10 ноября он добавил: «Я пишу и всё время стараюсь быть скромным, скромным до скуки. Предмет, как мне кажется, настолько щекотлив, что малейший пустяк может показаться слоном. Думаю, что рассказ не будет резко выделяться из общего тона сборника. Он у меня грустный, скучный и серьёзный».
11 ноября в письме Алексею Суворину он написал: «Сегодня я кончил рассказ для „Гаршинского сборника“ — словно гора с плеч <…> Отчего у Вас в газете ничего не пишут о проституции? Ведь она страшнейшее зло. Наш Соболев переулок — это рабовладельческий рынок».
Наконец, 13 ноября рассказ был отправлен Плещееву. «Рассказ совсем не подходящий для альманашно-семейного чтения, неграциозный и отдаёт сыростью водосточных труб. Но совесть моя по крайней мере покойна: во-первых, обещание сдержал, во-вторых, воздал покойному Гаршину ту дань, какую хотел и умел. Мне, как медику, кажется, что душевную боль я описал правильно, по всем правилам психиатрической науки. Что касается девок, то по этой части я во времена оны был большим специалистом», — писал Чехов.
Получив «Припадок», Плещеев отправил Чехову письмо, в котором отметил: «Мне рассказ этот понравился, напротив, понравилась его серьёзность, сдержанность, понравился и самый мотив. Но всё же мы очень боимся, чтоб цензура не вырезала его из сборника. Она не любит, чтоб касались „этого предмета“. Насчёт целомудрия строга». Его предчувствия относительно возможных проблем с цензурой подтвердились позже, в 1902 году, когда пятый том «Собрания сочинений А. П. Чехова», изданный Марксом, был запрещён в народных библиотеках и читальнях, а «Припадок» был назван в числе трёх рассказов, которые вызывают наибольшие возражения. «„Припадок“ представляет из себя проповедь против проституции, но в нём же признаётся бессилие отдельных людей бороться с этим злом», — пояснял член Учёного комитета Министерства народного просвещения Евграф Ковалевский.

## Сюжет
Нервный студент, учившийся на двух факультетах, посещает психиатра; много и путано рассуждает о жизни вообще и проституции, в частности. Клеймит пагубное явление. Соболев переулок называет «С — в переулок».

## Критика
В целом, «Припадок» был встречен положительно. Среди тех, кто хвалил его, были Иван Горбунов-Посадов и Дмитрий Григорович, который 27 декабря 1888 года отправил Чехову письмо, содержащее тщательный анализ «повести» (как он назвал этот рассказ). Он похвалил рассказ за «высокое человечное чувство, которое от начала до конца повести всё в ней освещает и всё оправдывает», а также за описания природы. «Литературное общество, студенты, Евреинова, Плещеев, девицы и проч. расхвалили мой „Припадок“ вовсю, а описание первого снега заметил один только Григорович», — написал Чехов в своём письме Суворину от 23 декабря 1888 года. Позже, в письме от 3 января 1889 года, Чехов спрашивал у него: «Отчего у Вас ни слова не сказали о „Памяти Гаршина“? Это несправедливо». Неизвестно, ответил Суворин письмом или нет, но «Новое время», которое изначально проигнорировало сборник, по-своему отреагировало, опубликовав в январе 1889 года отрицательный отзыв Виктора Буренина в отношении сборника в целом.
22 декабря 1888 года «Новости и биржевая газета» кратко прокомментировала выпуск сборников, посвящённых Гаршину. «Хотя в них нечего искать шедевров, зато вы встретите здесь такие ценные вещи, как „Ворон челобитчик“ — сказку Н. Щедрина, как „Припадок“ Ант. Чехова, как „На Волге“ В. Короленко, — вещи, которые вы прочтёте с наслаждением», — писал Александр Скабичевский. Две рецензии (29 декабря 1888 года и 5 января 1889 года) в «Новостях дня» выделяли «Припадок» из всего сборника. После того, как вышло третье издание сборника «Хмурые люди», журнал «Труд» в обзоре на него, вновь особо отметил рассказ «Припадок».